# Music Man
 (août 2023).
Si vous disposez d'ouvrages ou d'articles de référence ou si vous connaissez des sites web de qualité traitant du thème abordé ici, merci de compléter l'article en donnant les références utiles à sa vérifiabilité et en les liant à la section « Notes et références ».
Music Man est un fabricant de guitares et basses électriques américaine fondé par Forest White, Tom Walker et  Leo Fender en 1974. Ce dernier devient l'année suivante président de l'entreprise qui acquiert une notoriété dans le monde de la musique grâce à la basse StingRay, dix ans après avoir vendu Fender, sa propre compagnie, à CBS. En 1984, l'entreprise est rachetée par Ernie Ball.

## Histoire

### Débuts avec Leo Fender (1974-1979)
Le projet Music Man commence dès 1971 à partir de discussions entre Forrest White, Tom Walker et Leo Fender. Le premier produit fabriqué par cette nouvelle entreprise est un amplificateur, le "Sixty Five"[Quand ?][réf. nécessaire]. Leo Fender, créateur d'instruments de renom comme la Stratocaster, la Telecaster ou les Jazz Bass et Precision Bass dans les années 1950, a vendu son entreprise Fender à la firme CBS en 1965 pour 13 millions de dollars. Une clause de non-concurrence de dix années lui était contractuellement imposée, pendant lesquelles il n'a donc créé aucun instrument de musique.
Au début des années 1970, deux employés cadres de Fender, Forrest White et Tom Walker quittent l'entreprise devenue propriété de CBS pour monter leur propre compagnie qui prend le nom de Music Man en 1974. Libéré des contraintes imposées par l'accord, Leo Fender s'associe et en est nommé président en 1975.
En fondant Music Man, les trois associés dont Leo Fender cherchent avant tout à proposer des instruments et des amplificateurs de qualité et innovants, se démarquant des productions de son ancienne firme Fender, qui s'oriente clairement vers la production de masse et une baisse des prix en faisant fabriquer en Asie. Leo Fender est très attentif aux matériaux et à l'électronique[réf. nécessaire]. 
En 1976, Music Man dévoile la "Sting Ray I" ainsi que la "Sting Ray Bass", premiers modèles d'instruments électriques de la marque, puis en 1978 une nouvelle gamme, "la Sabre" un modèle de basse, et un modèle de guitare 6 cordes du même nom en 1979.
Après une succession de problèmes tant humains qu'industriels, Leo Fender quitte Music Man en 1979 pour fonder G&L.

### Rachat par Ernie Ball (1984-aujourd'hui)
En 1984 la société, au bord de la faillite, est rachetée par Ernie Ball. La gamme des instruments est restaurée et étoffée de modèles comme la "Silhouette".
De 1991 à 1995, Music Man fabrique des signatures EVH-model pour Eddie Van Halen, qui intègreront ensuite la gamme Axis. Music Man a également fabriqué  des amplificateurs, utilisés par exemple par Eric Clapton, Johnny Winter ou Albert Lee.

Dans les années 2000 et 2010, Music Man  produit des guitares et des basses, ainsi que des cordes sous la marque Ernie Ball, maison mère de la marque. Parmi les musiciens jouant sur Music Man, on peut citer les guitaristes John Petrucci (depuis 1999), Steve Lukather (depuis 1993), Steve Morse (depuis 1987), Albert Lee (depuis 1993), St. Vincent (depuis 2015) et les bassistes Tony Levin, Dave Farrell, John Myung, Sugar Ray, Flea, Cliff Williams, Joe Dart ou encore Robert Trujillo.

Quelques guitaristes ayant des modèles signature chez Music Man
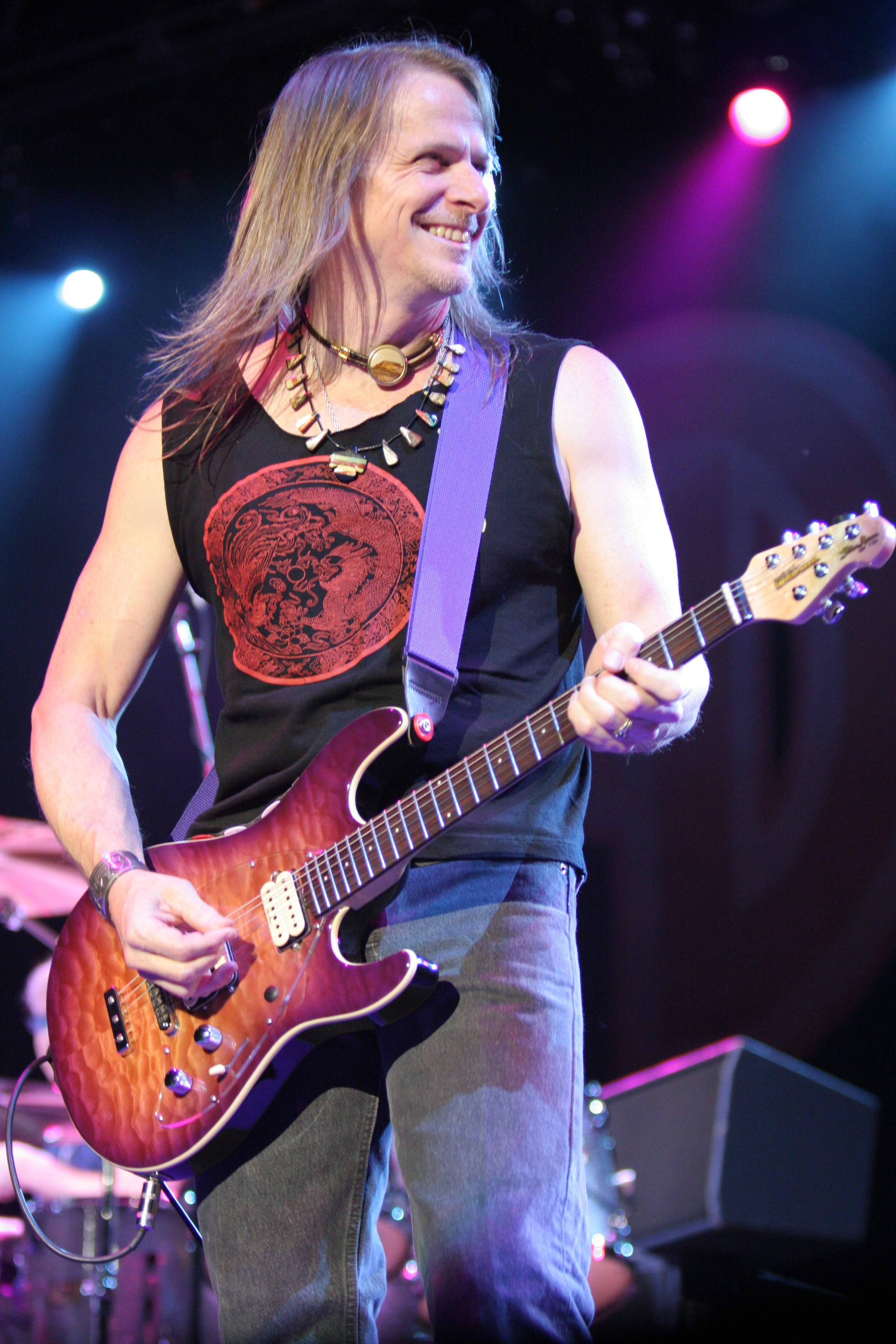
Steve Morse en 2005 avec un de ses modèles signature.
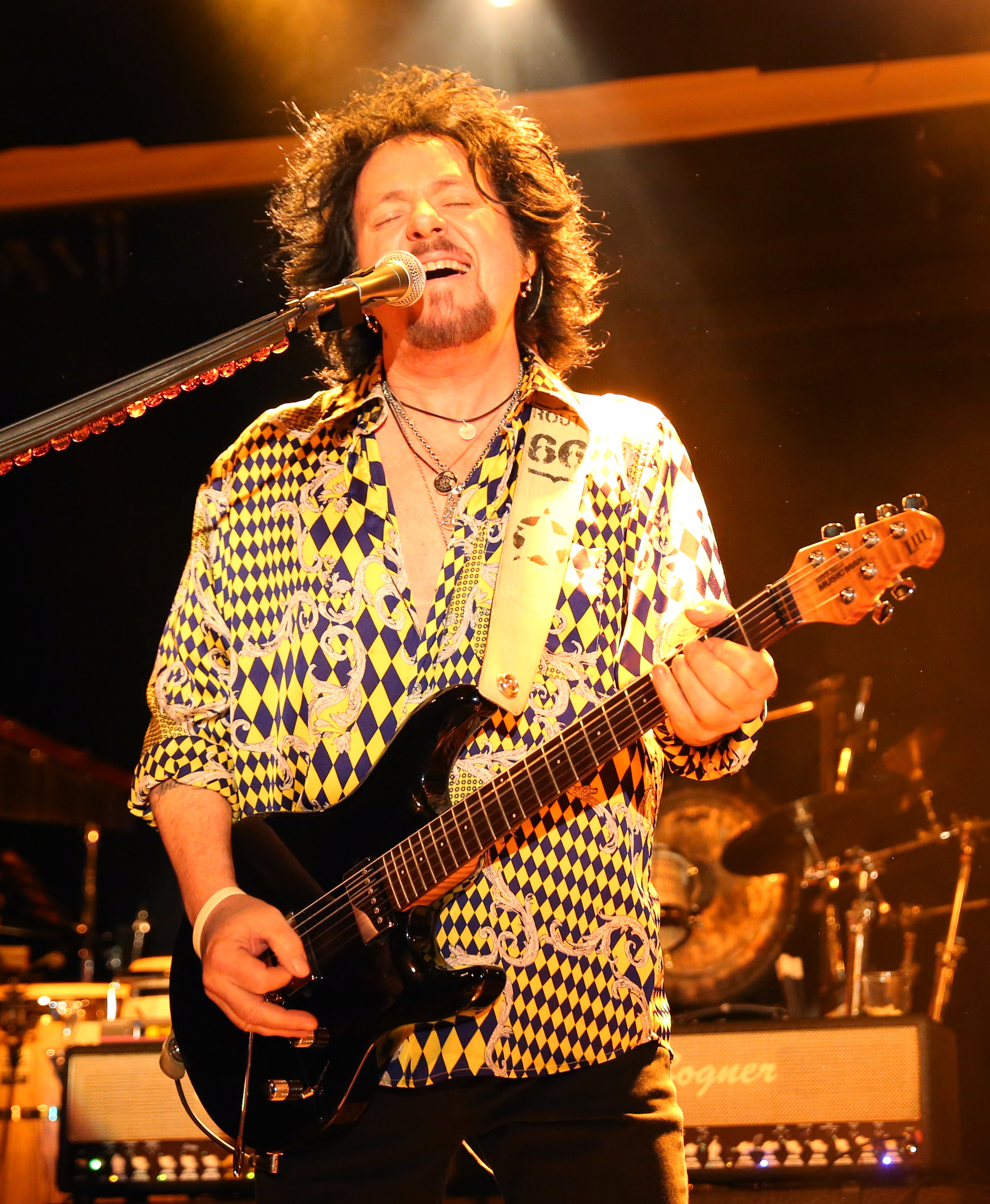
Steve Lukather en 2017, jouant sur un modèle signature (Luke III).
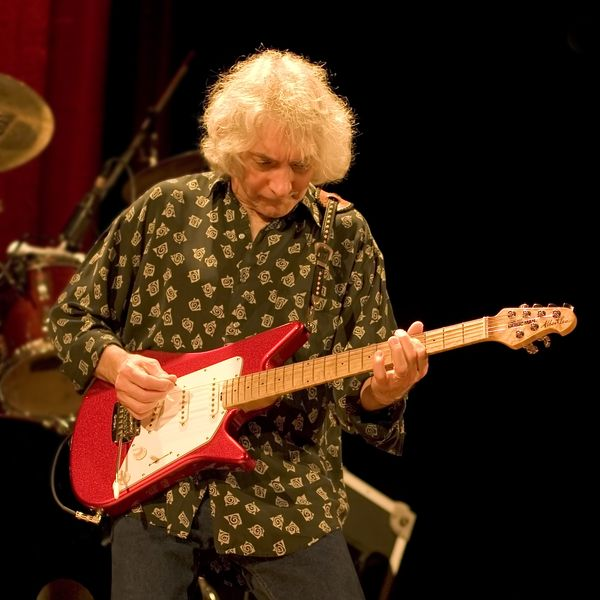
Albert Lee jouant sur un de ses modèles signature en 2005.
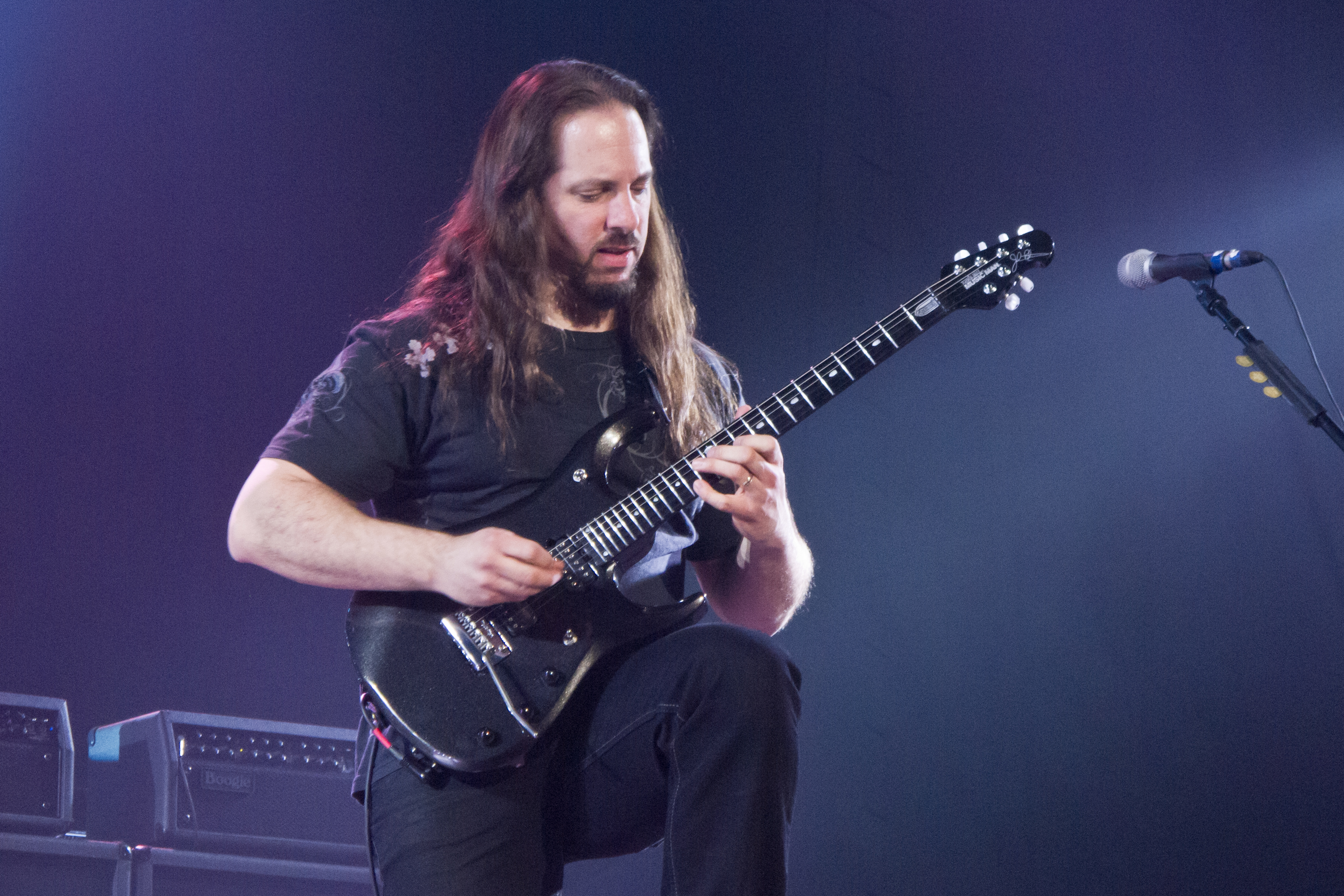
John Petrucci en 2012, jouant sur un modèle signature JP.
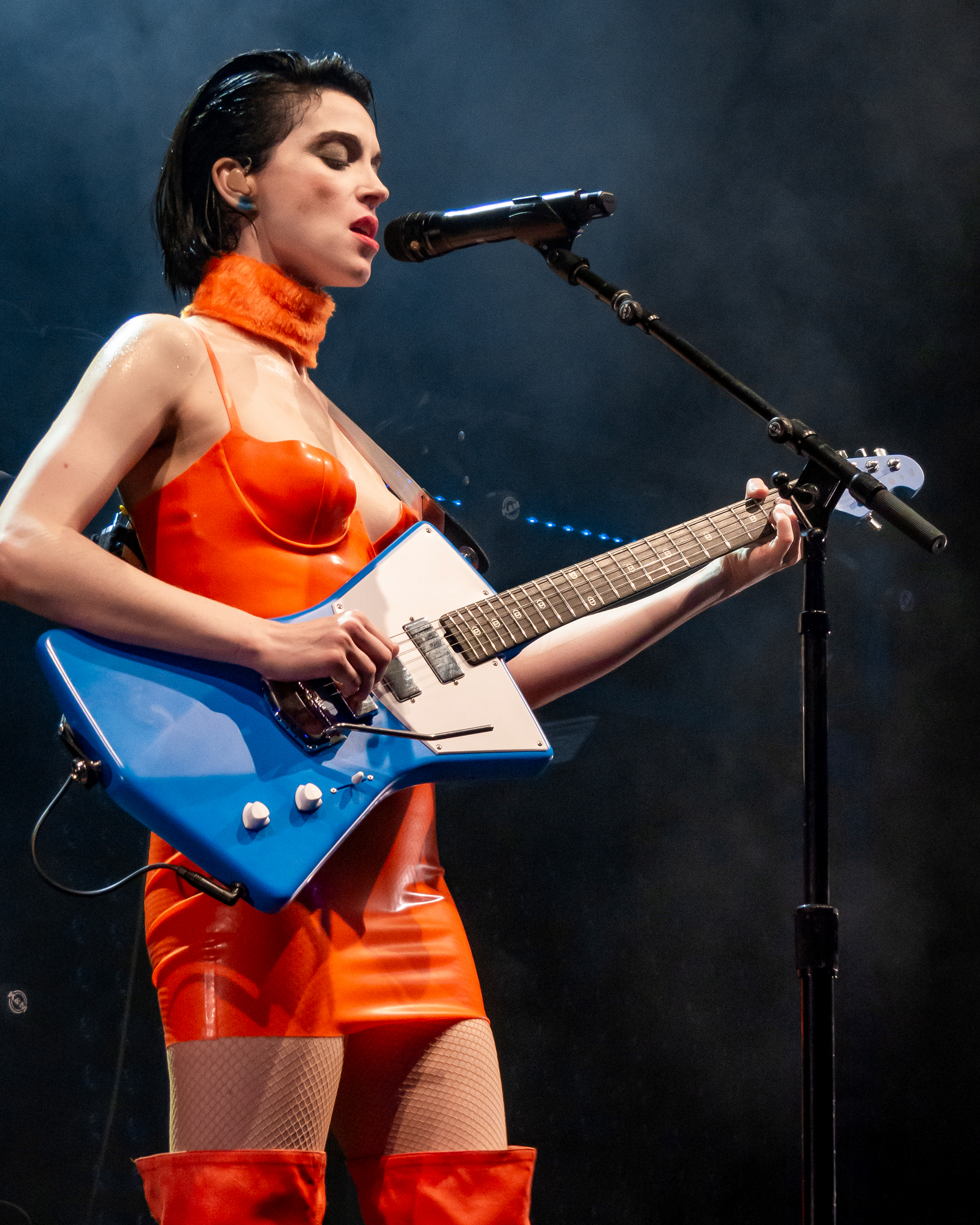
St. Vincent en 2018, avec un de ses modèles signature.
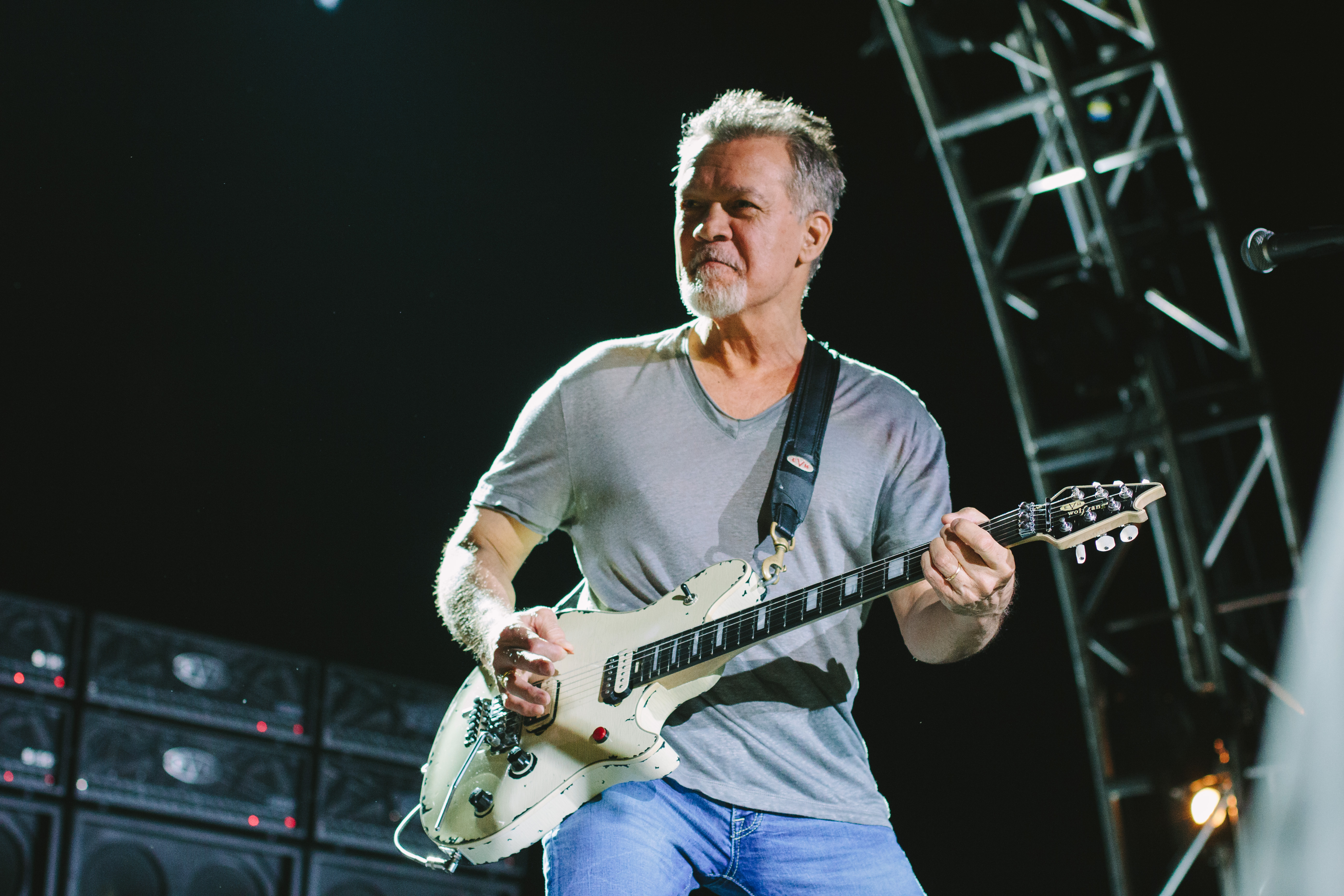
Eddie Van Halen en 2014, jouant sur son modèle signature EVH Wolfgang.

## Guitares
La guitare électrique "Sting Ray I" est commercialisée en 1976. Présentant une allure générale rappelant la Fender Jazzmaster, le modèle possède deux micros Humbuckers actifs, et un chevalet fixe. Le modèle "Sabre", qui suit en 1978, bénéficie également de micros actifs, et d'un son très facilement modifiable, grâce à une électronique embarquée. Les sonorités produites semblent ne pas rencontrer le succès escompté auprès de guitaristes préférant le son des micros passifs habituels.
Les nouvelles guitares de Léo Fender souffrent également d'un terrible manque d'image. Elles n'ont pas l'aura de ses anciennes productions, ni un accès facile au marché, déjà très concurrentiel. Dans l'impossibilité contractuelle d'utiliser le nom de Fender pour ses nouvelles guitares, sans politique publicitaire bien définie et, surtout, sans l'image qu'aurait pu lui amener l'utilisation sur scène d'un guitar hero, ces nouvelles guitares se vendent mal malgré leur excellence et un prix légèrement inférieur à celui de la Stratocaster.  
Pour la "Sting Ray I", seulement 8 000 exemplaires seront construits et vendus. La "Sabre", plus ergonomique, au corps proche du dessin de la "Stratocaster", mais sans vibrato, sort en 1979 mais ne peut augmenter le chiffre des ventes.

## Basses

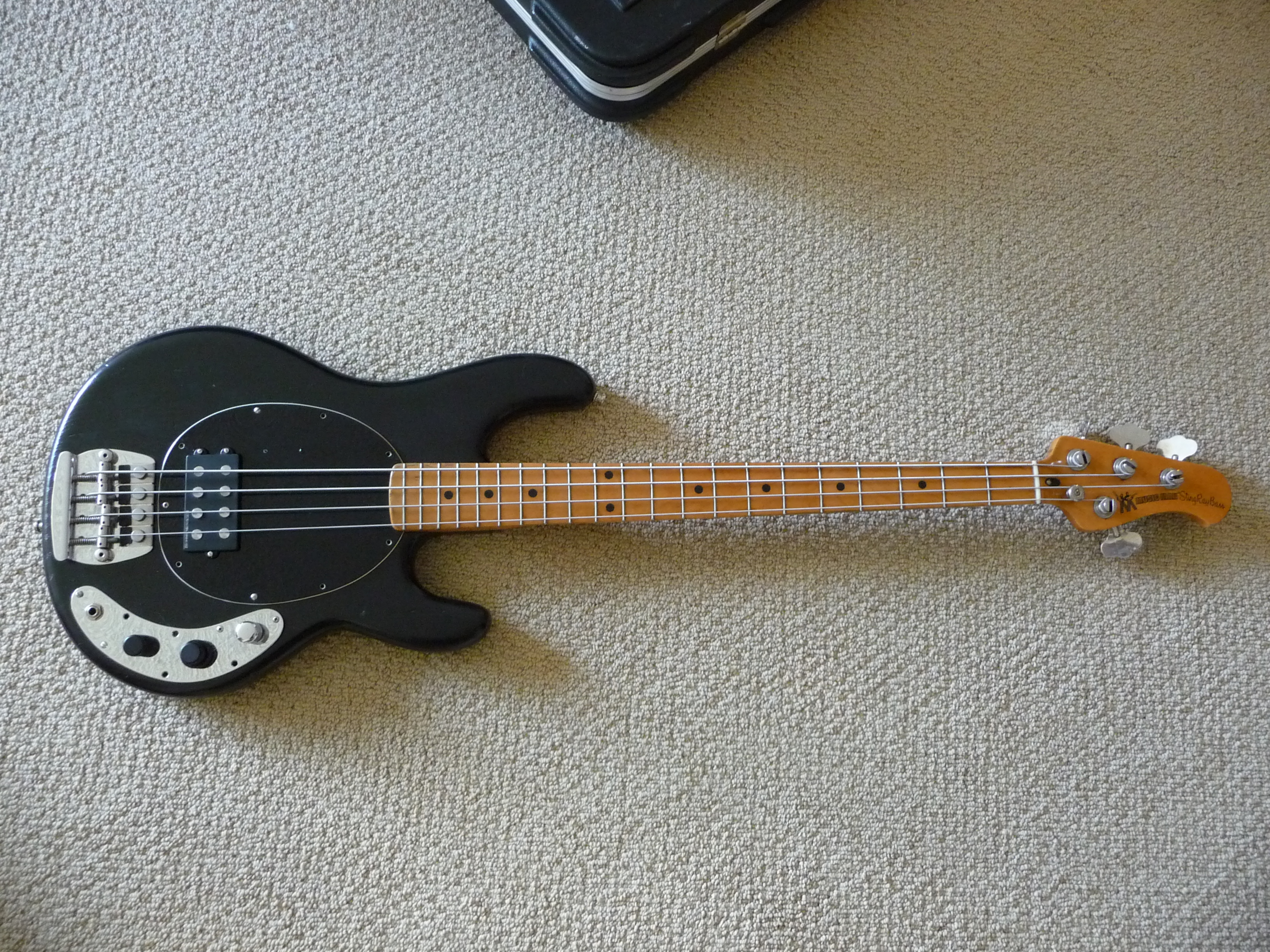
Music Man StingRay Bass de 1977.

Ce sont les guitares basses qui feront la renommée de Music Man, avec, dès 1976, les modèles "Sting Ray", puis "Sabre" en 1978 et "Cutlass", comprenant un égaliseur actif avec deux ou trois bandes ; ces basses seront rejointes plus tard par des nouveaux modèles tels que la "Sting Ray" 5 cordes, la "Sterling Bass" (du nom du fils d'Ernie Ball, Sterling) et la "Bongo", popularisée par le bassiste du groupe de métal progressif Dream Theater, John Myung.
La basse "Sting Ray", qui se caractérise visuellement par le fait qu'une des quatre mécaniques (le sol) est placée en bas de la tête du manche, devient rapidement très prisée, et le symbole du son « funk » de la fin des années 1970 / début des années 1980[réf. nécessaire]. Le son est en effet puissant, le micro étant préamplifié, l'instrument est muni d'une pile de 9 volts nichée dans une petite trappe au dos pour le faire fonctionner. 
Beaucoup de bassistes l'utilisent alors, notamment dans le jazz-rock, mais aussi dans des genres plus populaires. Bernard Edwards, le bassiste de Chic, popularise la "Sting Ray" à travers des tubes mondiaux comme Le Freak (1978) ou Good Times (1979) (repris par les Sugarhill Gang dans le fameux Rapper's Delight). Sterling Ball, l'actuel[Quand ?] président de Music Man assista à la conception de cette basse.

## Répliques (OLP, Sterling)

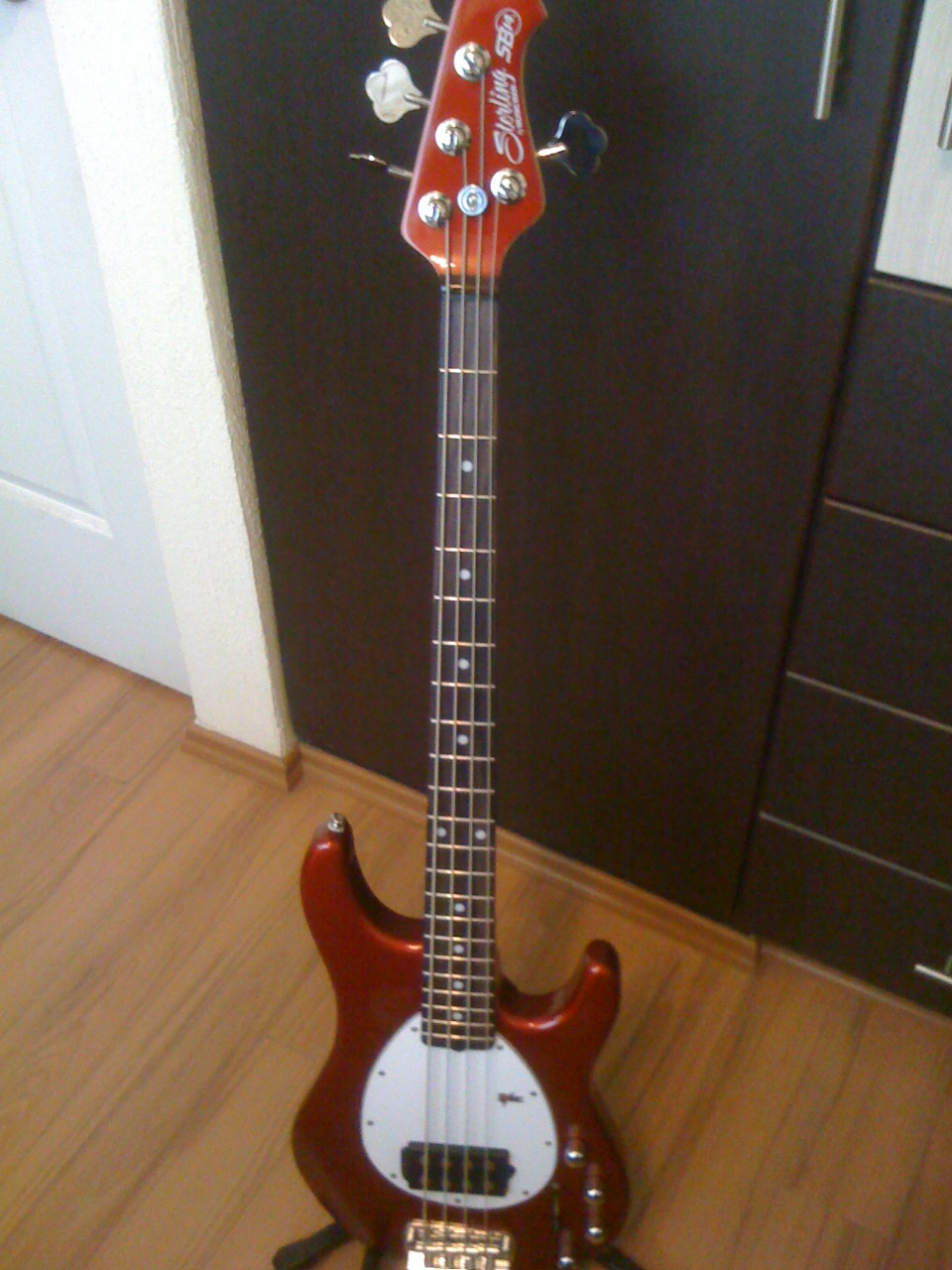
Basse Sterling by Music Man.

Music Man a accordé une licence de fabrication à "OLP", une marque de guitare reproduisant des copies des modèles "Music Man" à moindre coût. La marque "Music Man" n'apparait donc pas sur ces instruments. OLP a perdu la licence "Music Man"[Quand ?]. Ernie Ball (la maison mère) produit une nouvelle ligne, « Sterling by Music Man », comprenant un grand nombre de modèles de la marque.

## Amplificateurs

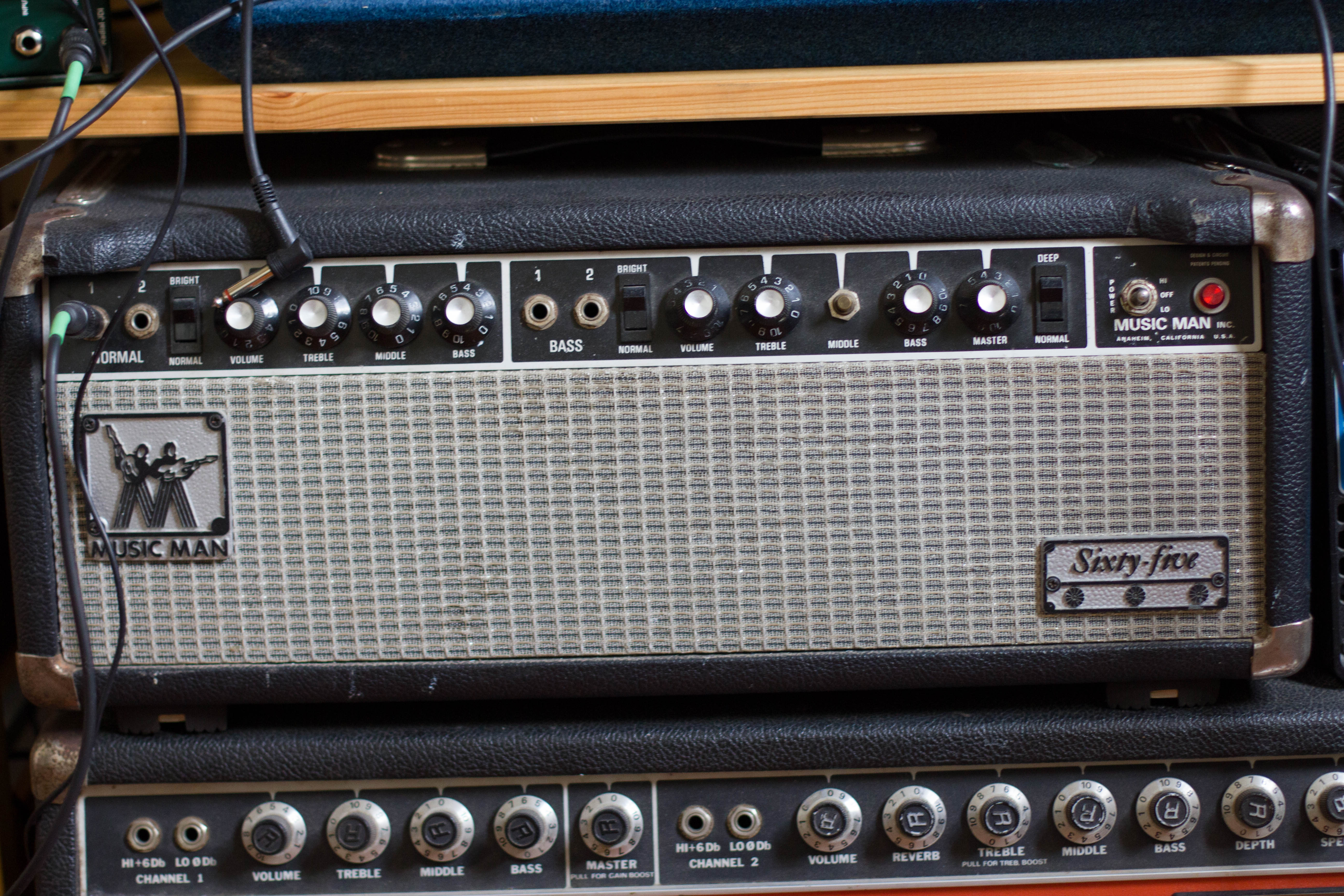
Tête d'ampli guitare Music Man Sixty-Five.

Une dizaine de modèles différents sont proposés à la clientèle, combos, double corps avec tête au-dessus, et d'une grande ressemblance avec les amplis Fender. Notamment la forme et la présentation de la caisse des combos, le tissu de la face avant, la façade métallique de l'électronique, les boutons de réglages. La structure et le câblage de l'électronique sont aussi très proches.

## Joueurs notables d'instruments Music Man
- Bernard Edwards (Chic)
- Eddie Van Halen (Van Halen)
- Steve Lukather (Toto)
- John Petrucci (Dream Theater)
- John Myung (Dream Theater)
- Tony Levin (King Crimson)
- Louis Johnson (Michael Jackson)
- Steve Morse (Deep Purple)
- Flea (Red Hot Chili Peppers)
- Michel-Yves Kochmann
- Dan Ar Braz
- Johnny Christ (Avenged Sevenfold)
- Emile Wandelmer
- Keith Richards (The Rolling Stones)
- Gail Ann Dorsey (David Bowie)
- Pino Palladino (Paul Young, The Who, Nine Inch Nails)
- Simon Gallup (The Cure)
- James Valentine (Maroon 5)
- St. Vincent
- Joe Dart (Vulfpeck)